# Szentháromság-templom (Rákospalota)
A Szentháromság-templom a Budapest XV. kerületét alkotó egyik városrész, Rákospalota legrégebbi temploma, az ősi településmag meghatározó épülete. Mai címe XV. Kossuth utca 55/b (az Énekes utcai lakótelep megépítése előtt: Kossuth utca 41).

## Története

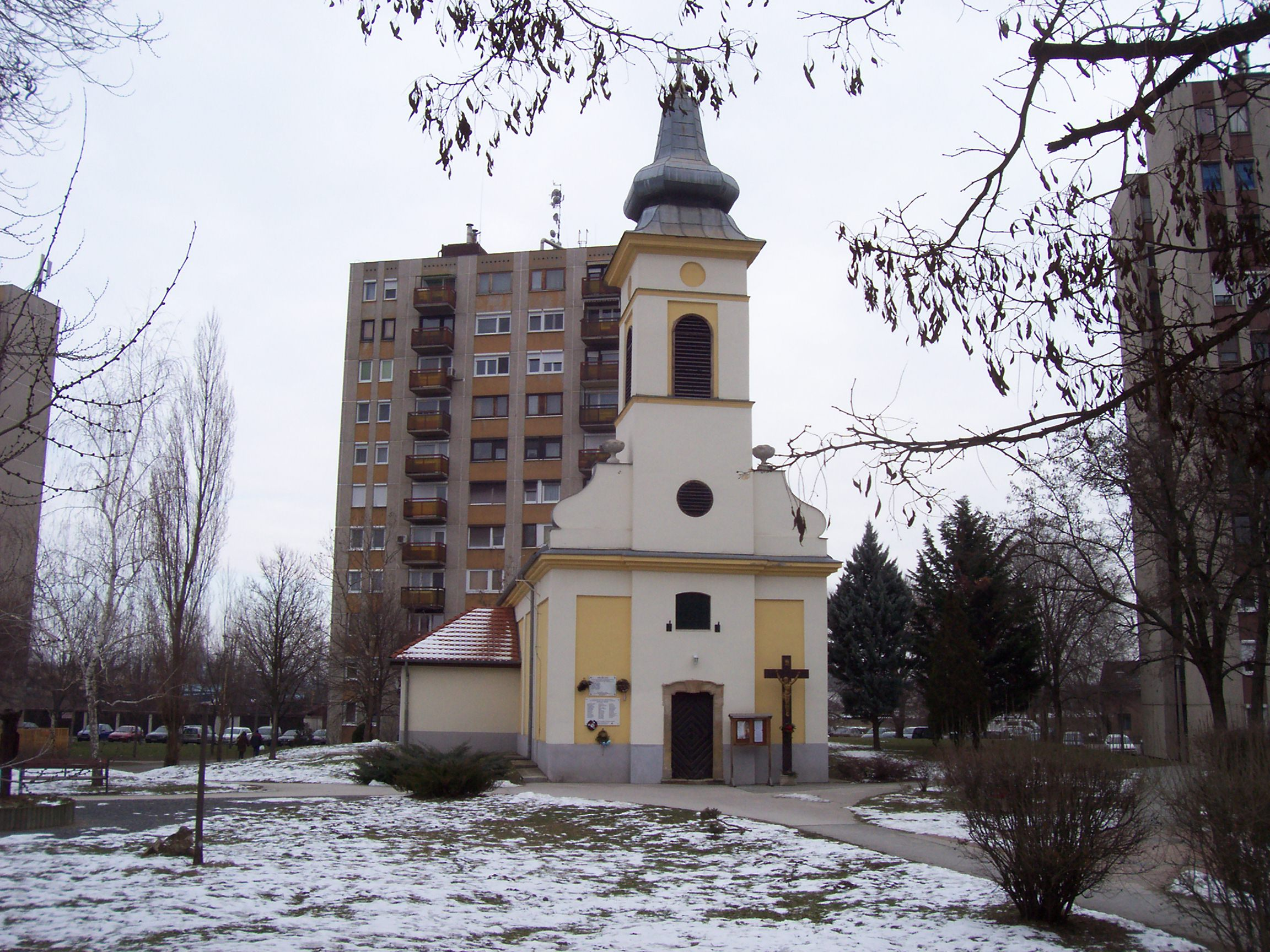

A mai épület helyén feltehetően már a tatárjárás idején is egyszerű templom állhatott. Még az Énekes utcai lakótelep építését megelőzően, 1970-ben régészeti próbaásatásokat végeztek, melynek során egy 13. századi kőfal nyomaira bukkantak. Ezt 1972-ben azonosították egy templom kerítőfalának részleteként, ám magának az ősi templomnak a nyomait feltehetően a mai Szentháromság-templom takarja. A kőfal pusztulásának nyomai alapján feltételezik, hogy a szakrális építmény a tatárjárás idején leégett. A török hódoltság idején az akkor még csak Palota néven ismert település lakossága kálvinista volt, a katolikus egyház a faluban ebben az időben megszűnt. A hódoltság időszakának végére a falu elnéptelenedett, csak a 18. század első éveiben jelentek meg az első be- vagy visszatelepülők, akik közt többségben voltak a katolikusok. Ők építették a korábbi templomok helyén, annak számos elemét felhasználva 1735-ben azt a kistemplomot, mely számos átépítés nyomán ma Szentháromság-templomként ismerünk. Harangját 1805-ben szentelte fel a váci püspök, tornyát pedig később, 1807-ben építették meg. 1830-ban kőoltár épült, a Szentháromságot ábrázoló oltárkép is ekkor készülhetett, s ugyanekkor újították fel orgonáját is. 1886-ig Rákospalota csupán fiókegyháza volt a dunakeszi és fóti egyháznak, ekkor vált önállóvá római katolikus plébánia.  A templom jelentőségét a századfordulón veszítette el: 1900-ban szentelték fel a Magyarok Nagyasszonya-templomot a Széchenyi téren, mely méretében és elérhetőségében is a kis templom fölé nőtt, rendszeres istentiszteleteket ott tartanak. A Kossuth utcai kistemplom néven ismert épületet 1985-ben zajló alapos statikai vizsgálatot követően, 2005-ben újították fel utoljára.

## Külső linkek
- A rákospalotai főplébánia honlapja